# Johan Anders Leiditz
Johan Anders Leiditz, född omkring 1708 i Göteborg, död 30 augusti 1761 i Karlstad, var en svensk musiklärare och domkyrkoorganist i Karlstad.

## Biografi
Johan Anders Leiditz föddes omkring 1708 i Göteborg. Han var son till stadsmusikanten och bryggaren Henrik Petter Leiditz (1674–1755). Leiditz var från 1734 till 1747 domkyrkoorganist i Karlstads stadsförsamling och musiklärare i Karlstad. Han begärde avsked från tjänsterna 1747 och blev 1748 hovsekreterare på Alsters herrgård. Leiditz avled 30 augusti 1761 i Karlstad.

### Familj
Leiditz gifte sig 16 juni 1748 i Karlstad med änkan Kajsa Lennartsson (1712–1759). Hon var dotter till en brukspatron.